# TG4
TG4 (irsky: TG Ceathair; výslovnost [tʲeː ɟeː ˈcahəɾʲ] nebo [tiː d͡ʒiː ˈcahəɾʲ]) je irská veřejnoprávní televize vysílající převážnou část vysílacího schématu v irštině. Televize započala své vysílání 31. října 1996 a mimo jiné nabízí online vysílání, které je často dostupné celosvětově.
TG4 se původně jmenovala Teilifís na Gaeilge (Televize v irštině, TnaG), k přejmenování došlo po kampani v roce 1999. Původní TnaG se stala třetí televizní stanicí vysílající v Irsku po RTÉ One (která započala vysílání roku 1961 jako Teilifís Éireann (Televize Irska)) a RTÉ Two (která začala vysílat roku 1978). Důvodem, proč se nakonec v novém názvu objevila číslice 4 bylo spuštění stanice TV3 roku 1998, tedy před přejmenovávací kampaní. Stanice má přibližně 650 000 diváků, kteří její vysílání vyhledávají pravidelně každý den. Irskojazyčné vysílání je hlavním páteřním obsahem televize, vysílání v ostatních jazycích (převážně angličtině) je jen doplňkové. Tím se stanice odlišuje od ostatních irských televizí, které vysílají spíše jen v angličtině.

## Historie
Roku 1969 vydali Lelia Doolanová, Jack Dowling a Bob Quinn knihu Sit down and Be Counted (Posaďte se a buďte započítáni), která popisovala jejich kampaň za samostatnou Irskou televizní společnost. Bob Quinn byl filmovým režisérem, který produkoval řadu dokumentárních cyklů a hraných filmů v irštině, včetně prvního irského celovečerního filmu Poitín, ve kterém si zahráli Niall Tóibín, Cyril Cusack a Donal McCannem.
Všichni tři spisovatelé navrhli maličké dočasné budovy regionální televize vysílající v rámci Gaeltachtů, která by každý večer poskytovala v omezeném počtu hodin programové schéma složené z pořadů pocházejících z jednotlivých Gaeltachtů.
V roce 1972 začala RTÉ Raidió na Gaeltachta (RnaG) poskytovat rozhlasové služby v irském jazyce po celé zemi. Roku 1980 byl zřízen tzv. Coiste ar syn Teilifís Gaeltachta (Výbor pro irskojazyčnou televizi), ten v roce 1987 založil pirátskou televizní stanici Teilifís na Gaeltachta a to po letech zpoždění, které způsobila náhlá smrt hlavního technika starajícího se o výstavbu vysílačů. Osmnáctihodinové vysílání složené ze živých vstupů i předem nahraných pořadů probíhalo mezi 2. a 5. listopadem 1987. Televizní vysílač byl vystavěn za 4 000 irských liber z darů místních komunit v Gaeltachtech. V roce 1989 se Ciarán Ó Feinneadha, jeden z členů Coiste ar syn Teilifís Gaeltachta přestěhoval do Dublinu, kde založil podobnou organizaci Feachtas Náisiúnta Teilifíse (FTN), která začala požadovat následující:
- Zřízení irskojazyčné televizní stanice, která bude sloužit v rámci Gaeltachtů
- Její propojenost s národní televizní a rozhlasovou společností RTÉ, ovšem bude nezávislá na ni jak z redakčního, tak organizačního hlediska
- Zřízení zvláštního orgánu, který bude novou televizi provozovat se zástupci RTÉ, odboru komunikace a Údarás na Gaeltachta
- Odstranění reklamních přestávek z RTÉ, případně jejich redukci, financování z jiných zdrojů, těmi se stala národní loterie a koncesionářské poplatky

Před vznikem TG4 bylo navrhnuto, že pro irskojazyčné vysílání bude vyhrazena část vysílacího času programu RTÉ Two. Dočasné koaliční strany Fianna Fáil a Progresivní demokraté požadovaly ve svých volebních programech z roku 1989 zřízení irskojazyčné televize. Fianna Fáil uvedla, že v Gaeltachtu Galway zřídí takovou televizi, kterou pak bude sloužit celé zemi. Progrestivní demokraté navrhovali ustanovení „Teilifís na Gaeltachta“ jakožto tuto instituci. V manifestu z roku 1987 zřízení irskojazyčné televize požadavala i Strana zelených. Potom, co Fianna Fáil spolu s Labouristickou stranou vstoupily roku 1993 do koalice, trvaly na založení TnaG. Toiseach Albert Reynolds jmenoval Michaela D. Higginsa ministrem pro umění, kulturu a Gaeltachty a odpovědnost za zřízení a vysílání televize byla převedena na jeho rezort. Po odstupu vlády roku 1994 vznikla tzv. Duhová koalice, které stále chystala spuštění TnaG, k čemuž v zásluhách obou pánů došlo roku 1996.

### Vysílání televize

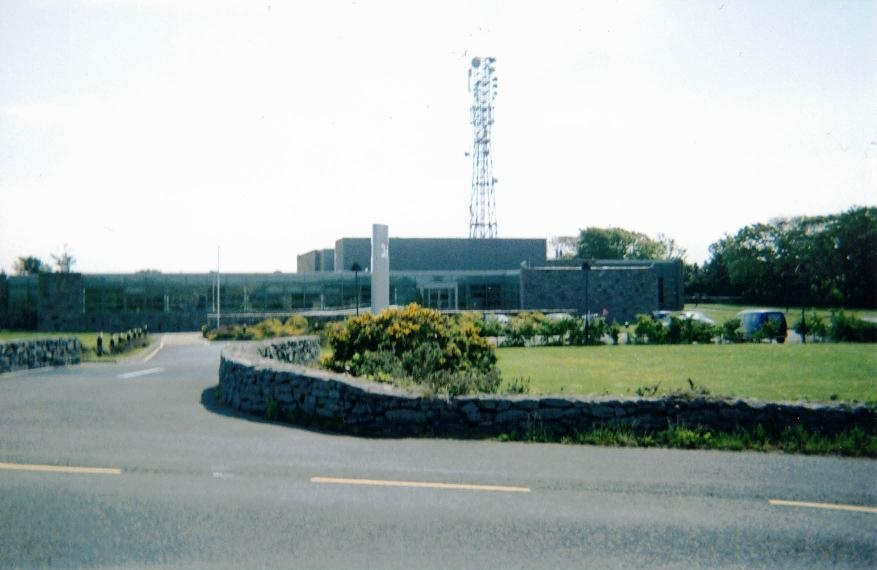
Sídlo televize v TG4 v Baile na hAbhann, Conamara

Celkové náklady na zřízení přenosové sítě a výstavbu sídla televize v Gaeltachtu Connemara byly 16,1 milionu irských liber. Roční provozní náklady vzrostly z 10,2 milionů liber (1996) na 16 milionů liber (2001) a následně 30 milionů euro v roce 2006.
Za méně než šest měsíců od uvedení Teilifís na Gaeilge (Irskojazyčná televize) bylo schopno téměř 65 % irských televizních přijímačů naladit tento program, noční publikum vzrostlo na 250 tisíc diváků. O tři měsíce později, v květnu 1997 ukázal nezávislých výzkum, že stanice dokázala přilákat alespoň 500 000 diváků, tedy přibližně 68 % irských televizní přijímačů alespoň k jedné hodině sledování vysílání v týdnu.
Počáteční kritika stanice přišla od novináře Kevina Myerse, který televizi překřtil na „Telefís De Lorean“ v odkazu na zkrachovanou společnost DeLorean Motor Company.
V roce 2006 při příležitosti desátého výročí televize irská poštovní společnost An Post vytvořila výroční razítko s motivem stanice. Televize také vydala svou knihu TG4@10: Deich mBliana de TG4 (Deset let TG4).
Dne 1. dubna 2007 se Teilifís na Gaeilge transformuje na nezávislou statutární společnost. Díky své nezávislosti na RTÉ přestává TG4 vysílat Euronews a nahrazuje je zpravodajstvím France 24. Důvodem k tomuto je skutečnost, že RTÉ drží podíl v Euronews.
1. července 2007 se TG4 stává novým členem Evropské vysílací unie, v roce 2008 se stává zakládajícím členem World Indigenous Television Broadcasters Network (WITBN).
Nový zákon o vysílání vydaný 12. července 2009 se již netýká jen RTÉ, ale také TG4, obě stanice jsou regulovány Irskou vysílací radou.
Seán Tadhg Ó Gairbhí, nadšenec do irského jazyka sepsal knihu publikovanou roku 2017 zvanou Súil Eile (Jiný pohled), což je slogan TG4. Irské noviny The Irish Times popsaly knihu jako „standardní knihu pro každého, kdo chce získat súil eile na historii televize pro nadcházející léta“.

## Vysílání
TG4 si vybudovala reputaci inovativního vysílatele filmu, umění, dramatu, dokumentů a sportu. Velká část vysílání TG4 má skryté titulky v angličtině. Stanice nabízí teletext.

### Přejatá tvorba
TG4 vysílá řadu populárních amerických pořadů od dramat po komedie

#### Jako TnaG
TnaG nabízela jen omezené množství přejaté tvorby, tu představovaly v podstatě jen pořady pro děti. Do irštiny nechala vyrobit dabing několika mála evropských, velšských a skotských pořadů.

#### Jako TG4
Spolu s přejmenováním televize roku 1999 došlo i ke změně záměrů televize, jako bylo například zvětšení počtu přejatých pořadů. Začaly se vysílat kritiky dosti uznávané americké pořady, dokonce započalo vysílání ranního bloku pro děti Cula4 na n-Óg, který přináší řadu přejatých pořadů pro děti, nejznámějším Spongebob v Kalhotách.
TG4 často mnoho pořadů premiéruje dříve, než ostatní evropské televizní společnosti. Dlouhou dobu měla TG4 uzavřenou dohodu s HBO o vysílání řady jejích pořadů.
Na podzim 2013 došlo k dalším změnám v programovém schématu, televize se nyní zaměřila na úspěšné pořady ze severských zemí.

### Zpravodajství
Veškeré zpravodajství je RTÉ povinna poskytovat TG4 volně a zdarma. Ještě jako TnaG začala televize v roce 1996 vysílat irskojazyčnou zpravodajskou relaci Nuacht (Zprávy) a to převážně z Bailu na hAbhannu. Od 13. července 2009 se veškeré vysílání Nuacht odbavuje výhradně z Baile na hAbhann. Nejznámější a hlavní tváří Nuacht je Siún Nic Gearailtová, která původně moderovala zprávy TG4 v letech 2002 a 2004, později se na určitou dobu přesunula na RTÉ, nyní moderuje zpravodajství střídavě na obou televizích.
Nuacht se původně vysílaly každý večer ve 22:00, později se vysílací čas změnil na 20:00 a nyní se vysílá vždy v 19:00. Původní hlavní zpravodajskou moderátorkou byla Gráinne Seoige, která se ovšem v roce 1998 přesunula do televize TV3. V roce 1998 ji ve funkci nahradil Ailbhe Ó Monachain, kterého ovšem roku 2004 nahradila Eimear Ní Chonaola. Ta nyní provází v podstatě výhradně jen týdenní relací Nóiméad Nuachta (Zpravodajská minuta) v 13:55.
Dalšími důležitých zpravodajsko-publicistickými pořady televize jsou 7 Lá (7 dní) moderátorky Páidí Ó Lionáirdové, který se věnuje aktuálním kauzám a Timpeall na Tíre (Všude možně ve světě), která je týdenním shrnutím důležitých událostí týdne. TG4 také nabízí volební zpravodajství.